# آلن بوندو
آلن بوندو (فرانسوی: Alain Bondue‎؛ زادهٔ ۸ آوریل ۱۹۵۹) دوچرخه‌سوار اهل فرانسه است.
وی در مسابقات کشوری و بین‌المللی در مجموع برندهٔ ۲ مدال طلا، ۱ مدال نقره، ۱ مدال برنز شده‌است.